# Bianca Maria Meda
Bianca Maria Meda (1665-1732)  fue una monja benedictina y compositora de música italiana. 

## Biografía
Aún no se ha encontrado ninguna mención sobre su vida. Solo su nombre, que aparece por primera vez en 1677, en los documentos del convento benedictino de San Martino del Leano en Pavía. Tendría 16 años, edad en la que, según la costumbre de la época, las jóvenes entraban en los conventos. Fue monja benedictina en el convento de San Martino del Leano, en Pavía.
Cuando tenía unos treinta años, según los supuestos anteriores (1691), el editor de Bolonia Pier Maria Monti publicó sus únicas composiciones conocidas: "Mottetti a 1, 2, 3, e 4 voci". Con esta colección, Meda se convirtió en una de las últimas monjas - compositoras en Italia, en ver su obra impresa en el siglo XVII; Sólo la siguió Isabella Leonarda, una monja ursulina de Novara y la compositora más prolífica de ese siglo.
Poco se sabe de Meda aparte de los detalles impresos en la portada de la edición: su nombre; su título: donna (que indica su posición en un convento benedictino); y el nombre del monasterio donde vivía: San Martino del Leano, en Pavía. Toda la información adicional es el resultado de una investigación realizada hace muchos años por la musicóloga Emily Wilbourne.

## Obra
Publicó una sola obra, en Bolonia en 1691. Una colección de motetes, "Mottetti a 1, 2, 3, e 4 voci". Dos de estas obras son para voz solista acompañadas de dos violines, más dos dúos, cuatro triples y cuatro cuartetos.